# Erdélyi Ágnes (tanár)
Erdélyi Ágnes (? –) Szegeden élő és tevékenykedő tanár, művelődésszervező. 1993 óta a Szegedi Tudományegyetem (korábban József Attila Tudományegyetem) Móra Ferenc Kollégiuma igazgatója; a KÉP-SZÍN-HÁZ Művészmozi Alapítvány elnöke, a szegedi Grand Cafe alapító-vezetője.

## Pályafutása

### A szegedi Móra Ferenc Kollégiumban
1976-ban végzett a JATE BTK magyar-orosz szakán. Hallgató korában a kollégium lakója volt, 1977-től 1993-ig kollégiumi tanár, 1993-tól igazgató. Az elsősorban bölcsészhallgatók által lakott kollégium az ő vezetése alatt kiemelkedő kulturális központjává vált a dél-alföldi városnak, melynek rendezvényei messze túlmutattak az intézményben lakó, de még a városban tanuló diákok körén is.
Az ő meghívására járt Szegeden 1984-ben Grendel Lajos, Kallós Zoltán és Csoóri Sándor, majd 1985-ben Bohumil Hrabal, majd a nyolcvanas évek második felétől végeláthatatlan sora a magyar íróknak, nagyrészt Szörényi László beszélgetőtársaiként. Kiemelendő az újvidéki Symposion és a szlovákiai Kalligram köreivel való sokrétű és rendszeres kapcsolat. A több száz beszélgetés hanganyagát archiváltatta Erdélyi Ágnes.
A kollégiumban szakszemináriumok során kifejezetten kisebbségi, illetve határon túli magyar irodalommal kapcsolatos műhelymunka is zajlott, melyekhez Erdélyi Ágnes számos esetben sikeres OTKA, MTA-Soros Alapítványi és egyéb támogatást szerzett.
A több évtizedes szakmai munka elismeréseként a 2012–2013-as tanévtől kezdve szakkollégiumként működik tovább az intézmény.
A kollégium égisze alatt Erdélyi Ágnes másfél évtizeden át (1979–1994) filmklubot is működtetett, félévente tematikus sorozatokban, időnként hivatalosan forgalomban nem lévő filmeket is bemutatva. A vetítéseket az ő értő bevezetői indították, és a filmet követő hallgatói vitákat is ő vezette. 1994 után a támogatási rendszer nem tette lehetővé többé a korábbi működtetést, így új szervezeti formát keresett.

### A szegedi Grand Caféban
1996-ban megalapította és elnöke lett (2018-ig) a KÉP-SZÍN-HÁZ Művészmozi Alapítványnak, amely a Grand Cafét működteti. Itt folytatódott a Móra Kollégium két kiemelkedő hagyománya, az irodalmi estek, beszélgetések és a filmklubok. A névválasztás tudatosan a XIX – XX. század fordulójának azon hagyományát idézte fel, amikor az emberek kávéházba jártak filmet nézni, folyóiratokat olvasni, és minderről beszélgetni. Az elmúlt két évtizedben a filmművészet értékeinek közvetítése mellett a kortárs művészetek (fotó- és képzőművészet, zene) különböző irányzatainak bemutatása, társadalomtudományos témákban szimpóziumok szervezése és a társadalmi felelősségvállalás gazdagítják a Grand Café tevékenységi körét.

## Külső hivatkozások
- – Grand Café Mozi és Kávézó
- – Szegedi Tudományegyetem Móra Ferenc Kollégium